# Y (1905)
Y (Q37) – francuski eksperymentalny okręt podwodny z początku XX wieku. Został zwodowany 24 lipca 1905 roku w stoczni Arsenal de Toulon i ukończony w roku 1906. Okręt został rozbrojony i skreślony z listy floty w maju 1909 roku.

## Projekt i budowa
„Y” został zaprojektowany przez inż. Émile’a Bertina. Na jednostce tej eksperymentalnie użyto do napędu na powierzchni i w zanurzeniu jedynie silnik Diesla.
„Y” zbudowany został w Arsenale w Tulonie. Okręt został zwodowany 24 lipca 1905 roku i ukończony został w roku 1906. Koszt budowy okrętu wyniósł 924 300 franków (36 972 £).

## Dane taktyczno–techniczne
„Y” był małym okrętem podwodnym o konstrukcji jednokadłubowej. Długość całkowita wykonanej ze stali jednostki wynosiła 44,9 metra, szerokość 3 metry i zanurzenie 2,8 metra. Wyporność w położeniu nawodnym wynosiła 213 ton, a w zanurzeniu 226 ton. Okręt napędzany był na powierzchni i w zanurzeniu przez silnik Diesla o mocy 250 koni mechanicznych (KM). Jednośrubowy układ napędowy zapewniał prędkość 10 węzłów na powierzchni i 6 węzłów w zanurzeniu. Dopuszczalna głębokość zanurzenia wynosiła 30 metrów.
Okręt wyposażony był w dwie wewnętrzne wyrzutnie torped kalibru 450 mm na dziobie jednostki oraz trzy zewnętrzne (jedna na rufie i dwie systemu Drzewieckiego), z łącznym zapasem sześciu torped. Załoga okrętu składała się z 15 oficerów, podoficerów i marynarzy.

## Przebieg służby
Jednostka otrzymała numer taktyczny Q37. Okręt był używany do prób i eksperymentów i nigdy nie został przyjęty w skład Marine nationale. W 1907 roku planowano zamontowanie na okręcie silnika elektrycznego, jednak ostatecznie pomysłu tego nie zrealizowano. Okręt został rozbrojony i wycofany ze służby w maju 1909 roku.